# Street Transvestite Action Revolutionaries

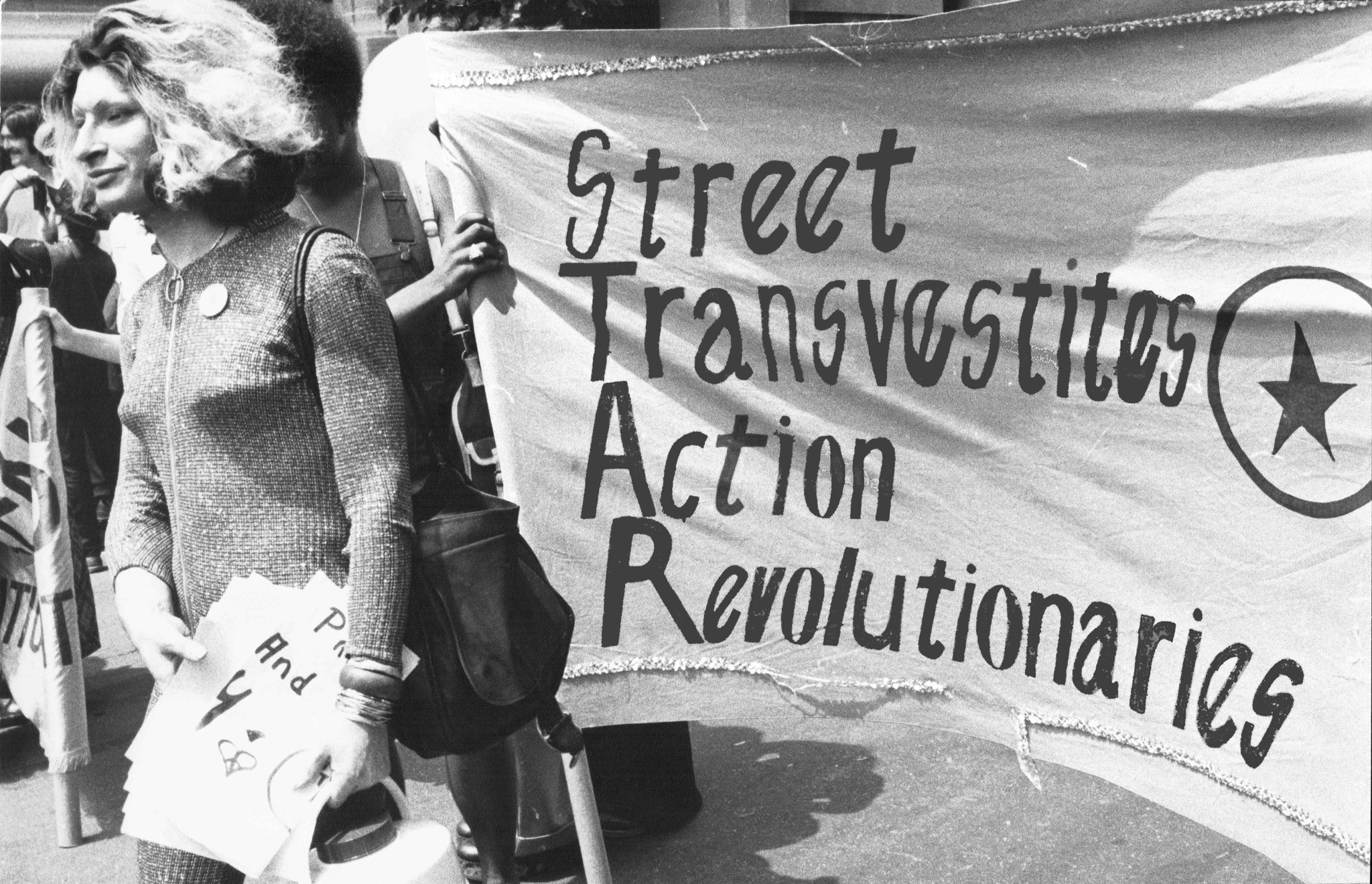
Rally de STAR, 1970.

Street Transvestite Action Revolutionaries (STAR) (en español, «Travestis Callejeras de Acción Revolucionaria») fue una organización activista transgénero fundada en 1970 por Sylvia Rivera y Marsha P. Johnson, famosas en la subcultura neoyorquina de las drag queens de color. STAR fue un colectivo político radical que también proporcionó vivienda y apoyo a jóvenes queer sin hogar y trabajo sexual en el Bajo Manhattan. Desarrolló, asimismo, una política interseccional y apoyó a algunos de los miembros más vulnerables de la comunidad.  Rivera y Johnson eran las "madres" del hogar y financiaron la organización en gran medida a través del trabajo sexual.  Es considerado por muchos como una organización innovadora en el movimiento de liberación queer y un modelo para otras organizaciones.

## Origen
Ambas fundadoras llevaban tiempo en el activismo por los derechos civiles. Estuvieron en los disturbios de Stonewall de 1969 y formaron parte del intenso periodo de organización gay que empezó en el despertar de Stonewall.
El 28 de agosto de 1970 hubo una sentada en el Weinstein Hall de la Universidad de Nueva York después de que la administración cancelase algunos bailes planeados allí. Según se dice, The Christopher Street Liberation Day Committee, quienes organizaban la primera manifestación del Orgullo en el primer aniversario de los Disturbios de Stonewall, coordinó una serie de cuatro bailes que se harían en el Weinstein Hall con el fin de conseguir fondos para financiar servicios legales, médicos y de vivienda a la comunidad LGBT. Los "Dance-a-Fairs" (un juego de palabras en inglés entre "dance a fairs" y "dance affairs") fueron acordados con una asociación estudiantil del Weinstein Hall y más tarde se especuló que la administración había cancelado los últimos bailes por haber sido patrocinados por una organización LGBT. La sentada fue apoyada por el Frente de Liberación Gay, las Radicalesbians, Gay Youth y más activistas.
Tanto Rivera como Johnson habían sido alguna vez sin techo. Cuando fueron capaces de alquilar una habitación de hotel o un apartamento comenzaron a colar a sus amigos sin techo en sus habitaciones (a veces hasta 50 a la vez). Después de la sentada, a Rivera se le ocurrió formar una organización que proporcionase un alojamiento permanente a las personas sin techo de su comunidad.

STAR era para la gente gay de la calle, la gente sin techo de la calle y cualquiera que necesitase ayuda en ese momento. Marsha y yo siempre habíamos colado gente en nuestras habitaciones de hotel. Marsha y yo decidimos comprar un edificio. Estábamos intentando escapar del control de la mafia en los bares.
Entrevista con Leslie Feinberg en el Workers World en 1998
Sylvia Rivera

## Primeros años
STAR comenzó siendo parte del Frente de Liberación Gay y fue creada para defender a drag queens y fugitivos sin techo. Cuando consiguieron fondos, fundaron la STAR House, un refugio para esta población. Rivera y Johnson solían recorrer las calles buscando que todo el mundo estuviera alimentado y con refugio, y para evitar que "sus chicos" (los fugitivos que acogían) tuvieran que hacerlo.
Inicialmente Rivera quería que Johnson fuera presidenta de STAR, pero ella rechazó el puesto diciendo que era halagador que pensasen en ella, pero que realizaría mejor el trabajo alguien con mejores capacidades de planificación a largo plazo.

## Activismo posterior de las fundadoras
Johnson fue más tarde activista y organizadora de ACT-UP. En 1992, su cuerpo fue encontrado en el Río Hudson, en los muelles de Christopher Street, en extrañas circunstancias. Aunque inicialmente la policía dio por hecho que había sido un suicidio, su familia, amigos y muchos testigos creen que Johnson fue asesinada. La presión pública ha hecho que el caso se vuelva a abrir.
Cuando el mainstream de la comunidad LGBT comenzó a ser más asimilacionista, Rivera en muchas ocasiones se vio a sí misma en desacuerdo con la organización de la Marcha del Orgullo de Nueva York y otros grupos mainstream LGBT que practicaban "políticas de respetabilidad" o que veían a las drags como algo misógino. A pesar de la oposición del mainstream, Rivera continuó presionando para que hubiera una inclusión de las personas trans* y todas las personas de género no conforme en las organizaciones y legislaciones LGBT. Tras muchos años viviendo en Upstate New York, Rivera volvió a la ciudad después de la muerte de Johnson, viviendo nuevamente durante un tiempo en el "muelle gay" en los muelles de Calle Christopher, y trabajando para organizar y apoyar a las personas sin techo, especialmente aquellas con SIDA y a quienes tenían problemas con las drogas.

## Resurrección
Después del asesinato de Amanda Milan el 20 de junio de 2000, Rivera "resucitó" y renombró brevemente STAR el 6 de enero de 2001. Después de haber sido premiada en Italia, Rivera continuó trabajando para avanzar en la lucha por los derechos civiles de las personas trans* en la ciudad y el estado de Nueva York y luchando por la autodeterminación de todas las personas de género no conforme.
Rivera murió de cáncer de hígado en 2002.

## Legado
En 2013, Untorelli Press publicó Street Transvestite Action Revolutionaries: Survival, Revolt, and Queer Antagonist Struggle, una colección de documentos históricos, entrevistas y análisis críticos de STAR.
En una entrevista en el documental Pay It No Mind: The Life & Times of Marsha P. Johnson (2012) se puede ver cómo Johnson acredita a Rivera como fundadora de STAR. Ella y sus amigos discuten sobre el trabajo llevado a cabo por el grupo.